# Jan van Montfort-Castres
Jan van Montfort (overleden te Foggia op 1 december 1300) was van 1270 tot aan zijn dood heer van Castres en graaf van Squillace. Hij behoorde tot het huis Montfort-l'Amaury.

## Levensloop
Jan was de zoon van Filips II van Montfort, heer van Castres, uit diens huwelijk met Johanna, dochter van Gwijde I van Lévis, heer van Mirepoix. Na de dood van zijn vader in 1270 werd hij heer van Castres, La Ferté-Alais en Bréthencourt en graaf van Squillace, in het koninkrijk Sicilië.
Hij ondersteunde zijn neef Gwijde bij zijn rehabilitatie, nadat die in 1271 de Engelse prins Hendrik van Almain had vermoord. In 1273 werd Jan kamenier van koning Karel I van Napels. Na de opstand van de Siciliaanse Vespers in 1282 nam hij deel aan de strijd tegen het koninkrijk Aragón. Vanaf 1285 was hij ook een bondgenoot van Robert II van Artesië, die in naam van de afwezige Karel II regent van het koninkrijk Napels was. Nadat die in 1291 terugkeerde naar Frankrijk, werd Jan aangesteld tot generaal-kapitein van Napels, waarmee hij na de koning de hoogste positie in dat koninkrijk bekleedde.
Jan was driemaal gehuwd, maar bleef kinderloos. Zijn eerste echtgenote Isabella Meletta was de dochter van kamenier Manfredo Meletta en een kleindochter van keizer Frederik II, zijn tweede echtgenote Giovanna di Fasanella was vrouwe van Genzano en zijn derde echtgenote Margaretha was de dochter en erfgename van Peter van Beaumont, graaf van Montescaglioso.
Omdat hij geen kinderen had, werden zijn Franse bezittingen na zijn dood in 1300 geërfd door zijn zus Eleonora en haar echtgenoot, graaf Jan V van Vendôme. Het graafschap Squillace viel terug aan de Napolitaanse troon.